# Landschaftsschutzgebiet Warte

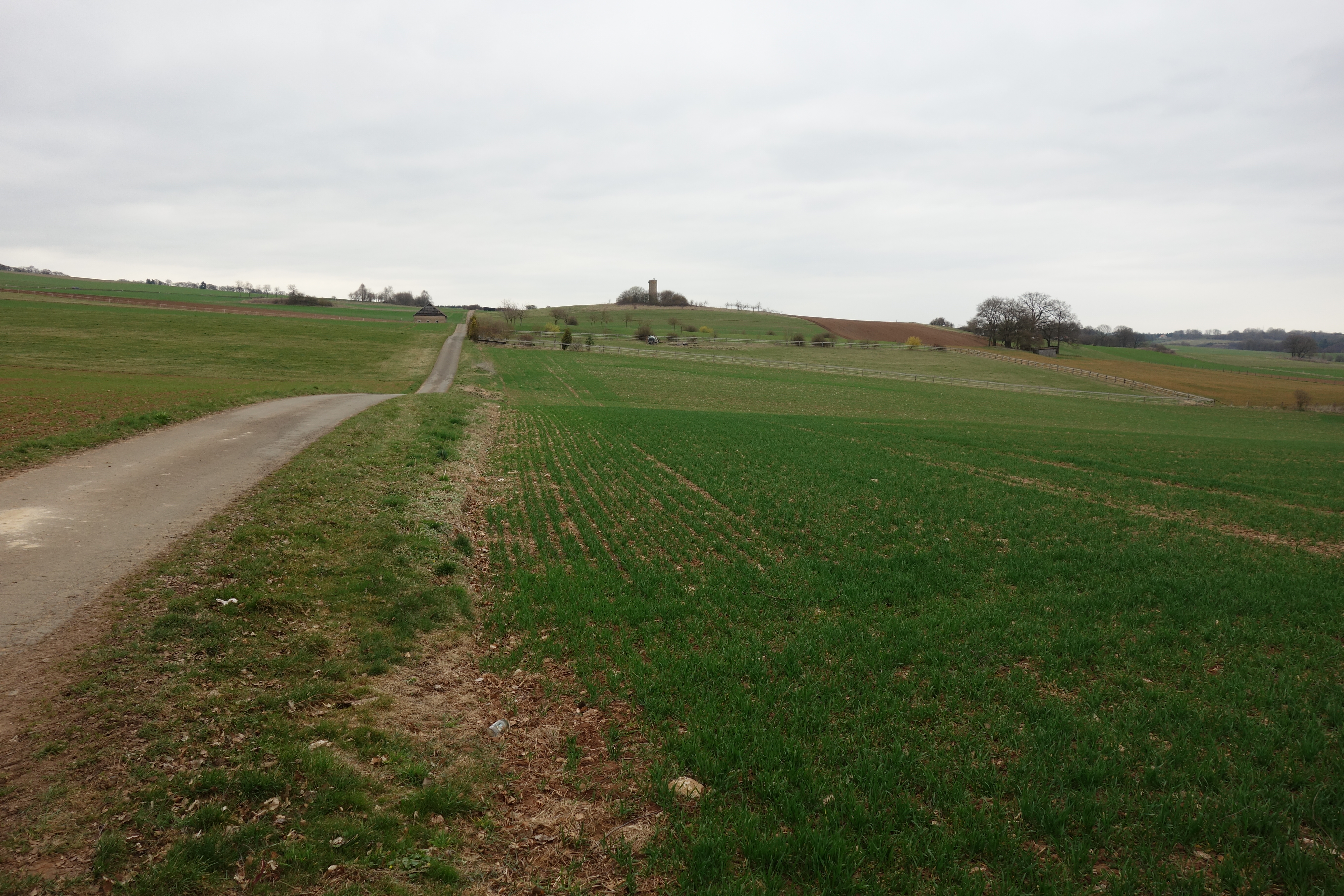
Landschaftsschutzgebiet Warte mit Mäuseturm

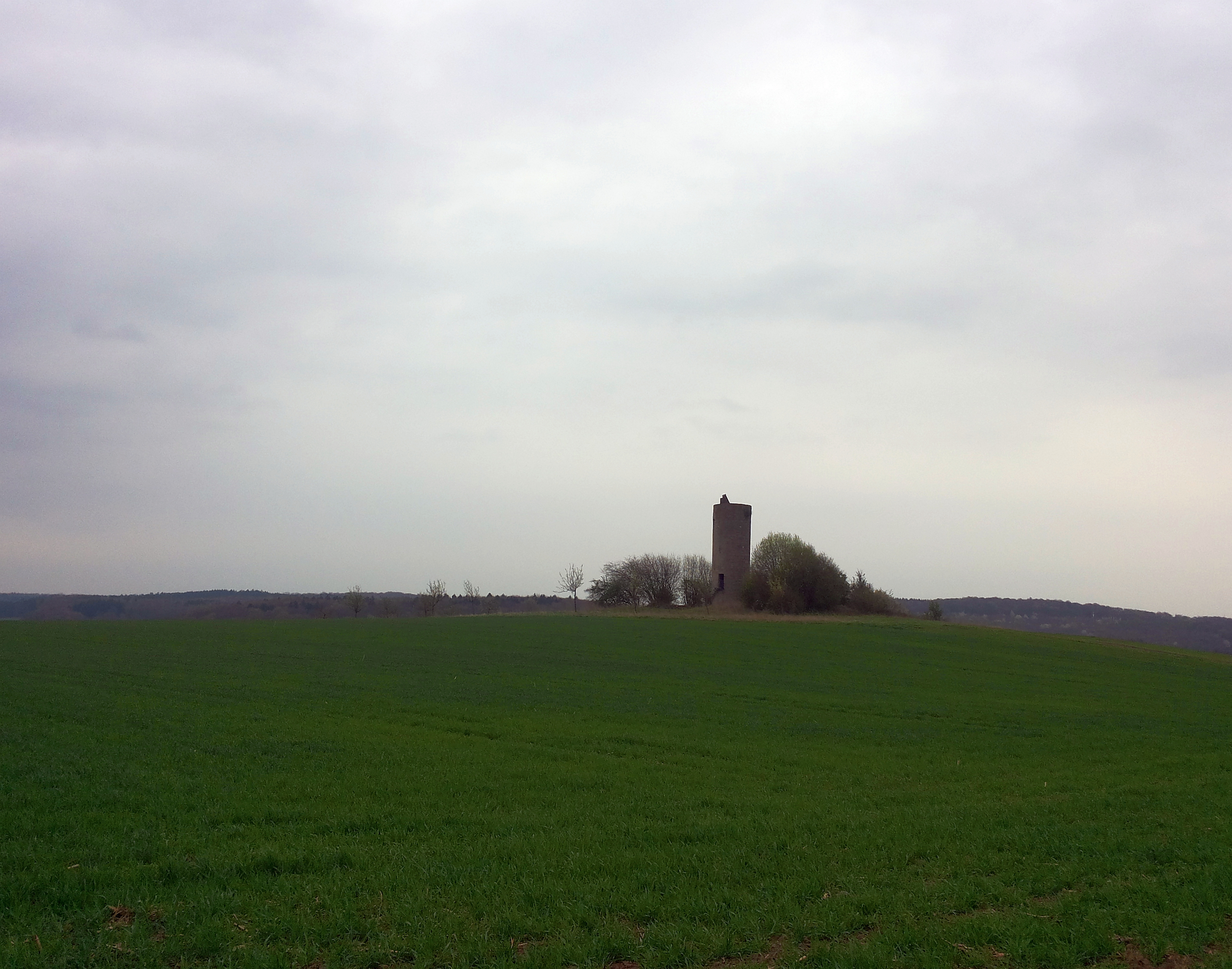
Mäuseturm mit Umgebung

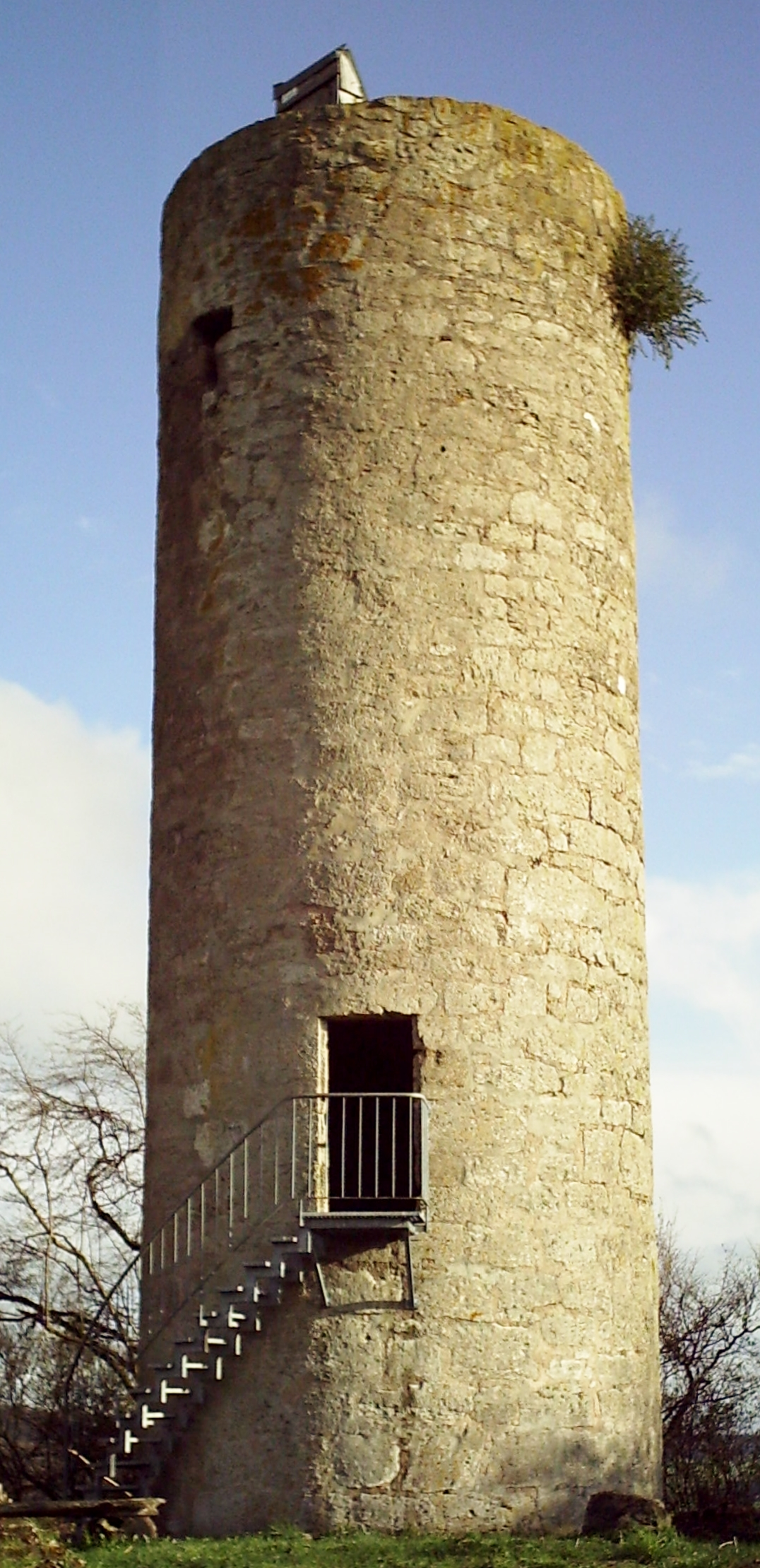
Mäuseturm

Das Landschaftsschutzgebiet Warte ein 36,04 ha großes Landschaftsschutzgebiet (LSG) südlich von Obermarsberg im Stadtgebiet von Marsberg. Das Gebiet wurde 2008 mit dem Landschaftsplan Marsberg durch den Kreistag des Hochsauerlandkreises ausgewiesen. Das LSG grenzt fast nur an das Landschaftsschutzgebiet Freiflächen um Giershagen vom Typ B an. Im Südost grenzt das Naturschutzgebiet Glindetal an.

## Beschreibung
Im Landschaftsschutzgebiet Warte befindet sich überwiegend Grünland und Acker. Die Grünlandbewirtschaftung dominiert, da es teils Geländeunebenheiten gibt, darunter kleine Kalksteinabbauflächen. Das Grünland wird als Weide, meist mit Rindern, und als Mähwiese genutzt. Im LSG befinden sich Feldgehölze, Großbäume, Saumstrukturen und Magergrünlandrelikte. Diese Strukturen haben Bedeutung für das Landschaftsbild als auch für den Arten- und Biotopschutz. Der wertvollste Teilbereich befindet sich im Nordosten, wo mehrere kleine Kalkstein-Entnahmestellen, Gelände-Aufschüttungen und die Felswand eines kleinen früheren Steinbruchs liegen.
Im LSG befindet sich ein als Baudenkmal ausgewiesener 13 Meter hohe Wartturm. Der Turm trägt die Namen Mäuseturm und Donnersberger Warte. Der Turm wurde vermutlich im Jahre 1377 erbaut. Der Turm hat einen Durchmesser von 4,60 Meter. Er ist offen zugängig. Er diente früher auch als vorgeschobener Wartturm zur Festungsanlage der Stadt zur Beobachtung des Vorgeländes.

## Schutzzweck
Die Ausweisung erfolgte zur Erhaltung, Ergänzung und Optimierung eines Grünlandbiotop-Verbundsystems in den Talauen und den Magergrünland-Gesellschaften in den Naturschutzgebieten, damit Tiere und Pflanzen Wanderungs- und Ausbreitungsmöglichkeiten behalten, und dem Erhalt der Vorkommen geschützter Vogelarten sowie dem Schutz artenreicher Pflanzengesellschaften.

## Rechtliche Rahmen
Das Landschaftsschutzgebiet Warte wurde als eines von 30 Landschaftsplangebieten vom Typ C, Wiesentäler und ornithologisch bedeutsames Offenland, ausgewiesen. Im Landschaftsplangebiet Marsberg gibt es auch drei Landschaftsschutzgebiete vom LSG Typ A, Allgemeiner Landschaftsschutz, wo unter anderem das Errichten von Bauten verboten ist. Ferner 17 Landschaftsschutzgebiete vom LSG Typ B, Ortsrandlagen und Landschaftscharakter, wo zusätzlich Erstaufforstungen und auch die Neuanlage von Weihnachtsbaumkulturen, Schmuckreisig- und Baumschulkulturen verboten sind. Wie in den anderen 29 Landschaftsschutzgebieten vom Typ C im Landschaftsplangebiet Marsberg besteht im LSG Landschaftsschutzgebiet Warte zusätzlich ein Umwandlungsverbot von Grünland und Grünlandbrachen in Acker oder andere Nutzungsformen. Eine maximal zweijährige Ackernutzung innerhalb von zwölf Jahren ist erlaubt, falls damit die Erneuerung der Grasnarbe vorbereitet wird. Dies gilt als erweiterter Pflegeumbruch. Beim erweiterten Pflegeumbruch muss ein Mindestabstand von 5 m vom Mittelwasserbett eingehalten werden.